# Clinterocera helleri
Clinterocera helleri är en skalbaggsart som beskrevs av Leon Fairmaire 1897. Clinterocera helleri ingår i släktet Clinterocera och familjen Cetoniidae. Inga underarter finns listade i Catalogue of Life.